# オクシリンコス

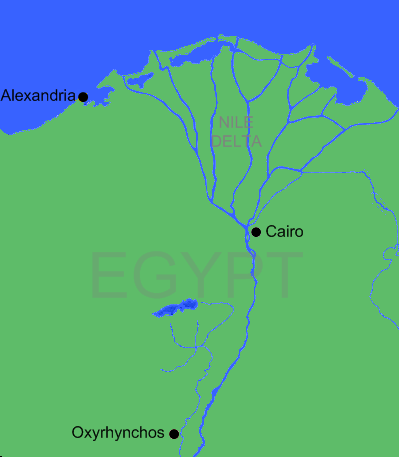
エジプトにおけるオクシリンコスの位置

オクシリンコス（Oxyrhynchus、ギリシア語: Ὀξύρρυγχος、古代エジプト語: Pr-Medjed、コプト語: Pemdje、アラビア語: el-Bahnasa）は、カイロから南南西に160kmのあたりにある上エジプトの都市で、ミニヤー県に属する。遺跡の名前でもあり、エジプトで最も重要な遺跡の1つと言われている。20世紀にはオクシリンコスで継続的な発掘調査が行われ、プトレマイオス朝からローマ属州時代のパピルスが大量に見つかっている。オクシリンコスで見つかった文書の中には、メナンドロスの戯曲、「トマスによる福音書」の断片、初期のキリスト教徒に関する文書などがある。

## 地名の由来
この町の名はナイル川に生息する魚類の一種に因んだもので、オシリスの陰茎を食べたということでエジプト神話にも登場する魚である。ただし、その魚が具体的にどの種なのかはわかっていない。可能性として指摘されているのはモルミルス科の魚で、中程度の大きさの淡水魚でありエジプトの美術品にもよく描かれている。モルミルス科の一部の種は鼻のような下に垂れ下がった口を特徴とし、エレファントノーズフィッシュと呼ばれている。オクシリンコスで見つかった神聖な魚の像は、エレファントノーズフィッシュの特徴を示しているといわれている。

## 歴史
オクシリンコスはナイル川本流から西に位置し、ファイユーム・オアシスへと続くナイル川の支流 Bahr Yussef のほとりにある。古代エジプト時代には Per-Medjed （ペル＝メジェド）という都市があった。紀元前332年にアレクサンドロス3世がエジプトを征服すると、この都市はギリシャ風に作りかえられ、オクシリンコス・ポリス（Οξυρρύγχου Πόλις、「細長い鼻の魚の町」）と呼ばれるようになった。
ヘレニズム期には宗教的中心地として栄え、エジプト第3の大都市となった。キリスト教が広まると、教会堂や僧院が多数建設された。ローマ帝国期から東ローマ帝国の時代にかけて、都市としては徐々に衰退していった。641年にアラブ人がエジプトに侵入すると、都市の基盤だった水路が破壊され、オクシリンコスは放棄された。現在その地にある町エル＝バハナサ（ el-Bahnasa ）は遺跡の上にある。
1000年以上もの歴史の中で、オクシリンコスの住民は西に広がる砂漠地帯にごみを捨て続けた。オクシリンコスがナイル河畔ではなく支流に沿って建設されたという事実は重要である。そのため、この地は毎年洪水に見舞われるということがなかった。水路が干上がったとき、地下水面も下がり、二度と再び上がって来なかった。ナイル川西方にはほとんど雨が降らないため、オクシリンコスの住民が捨てたごみは徐々に砂に覆われていき、約1000年間忘れられていた。
ギリシアやローマは官僚機構でエジプトを管理し、オクシリンコスはこの地方の行政の中心地だったため、オクシリンコスのごみには大量の紙が含まれていた。計算書、納税申告書、人口調査書類、送り状、受領書、行政・軍事・宗教・経済などの書類、政治的文書、証明書、免許状などの書類を、政府が定期的にオフィスから一掃し、砂漠に捨てた。民間人も不要になった紙を捨てた。パピルスは高価だったため、よく再利用された。そのため、一面には農場運営の計算が書かれ、裏側にはホメーロスの詩を学生が書き写してあるということがよくある。したがって「オクシリンコス・パピルス」は、当時の生活の完全な記録であり、その町が属していた文明や帝国の一端を垣間見せてくれる。
オクシリンコスの市街地自体は現代のエル＝バハナサの市街地の下にあるため、発掘調査されたことはない。公共建築が多数存在したと見られ、11,000人を収容できる劇場、競馬場、4つの公衆浴場、ギュムナシオン、2つの港などがあることがパピルスから判明している。ローマ帝国時代と東ローマ帝国時代にオクシリンコスに軍隊が駐留したことが何度かあるため、兵舎などの軍事施設もあると見られている。ギリシャおよびローマ時代には、セラピス、ゼウス-アメン、ヘーラー-イシス、オシリスなどの神殿があった。さらには、デーメーテール、ディオニューソス、ヘルメース、アポローンのギリシャ神殿もあり、ユーピテル、マールスのローマ神殿もあった。キリスト教時代になると教区の司教座が置かれた。
フリンダース・ペトリーは1922年にオクシリンコスを訪れ、コロネードと劇場の痕跡を見つけている。現存するのは1本の柱の断片だけであり、他は建材として再利用されてしまった。

## 発掘
1882年、エジプトは名目上まだオスマン帝国の一部だったが、事実上イギリスが支配するようになり、イギリスの考古学者らがエジプト全体の体系的な調査を開始した。当時オクシリンコスの重要性はわかっていなかったため、調査がそこに及んだのは1896年のことである。2人の若い発掘者バーナード・グレンフェル (en) とアーサー・ハント (en) はオックスフォード大学クイーンズ・カレッジのフェローであり、この地で発掘調査を開始した。グレンフェルは「私の第一印象はあまり期待できないというものだった。ゴミ捨て場はゴミ捨て場でしかないと思っていた」と記している。しかし、間もなく2人は大きな発見をしたことに気づいた。気候と状況の独特な組合せにより、オクシリンコスは古代世界に比類なき古文書の山となっていた。「パピルスはどんどん見つかっていった。ブーツで土を少し掘ってみるだけで層をなした紙が出てきた」とグレンフェルは記している。
古典教育を受けていた2人は、主に古典ギリシャ文学の失われた傑作が見つかる可能性に興味を持っていた。彼らはアリストテレスの『アテナイ人の国制』が1890年にエジプトのパピルスの形で見つかったことを知っていた。2人とその後を引き継いだ考古学者らは、そういった希望を抱きつつ約1世紀に渡って発掘を続け、その努力は報われた。これまでに見つかった文学的なものが書かれたパピルスのうち70%はオクシリンコスで見つかったもので、その一部は古くから知られている作品だが（中世までの写本時代を経由して伝えられたものより、原本に近い）、一部は著名な古代の作者の知られていなかった作品である。
しかし、オクシリンコスで出土したパピルスの中で、文学的な内容のものは10%にしか過ぎない。残りは公文書や私文書であり、法律、布告、登記簿、公式書簡、人口調査報告、課税査定書類、請願書、裁判記録、販売記録、賃貸契約書、遺書、計算書、在庫目録、ホロスコープ、私的な手紙などである。それでもグレンフェルとハントは一般の興味をひきつけ希望を抱かせるのに十分な発見もしていた。発掘を始めたその年、彼らはソポクレスの散逸していたいくつかの戯曲の一部を発見した。また、キリスト教の知られていなかった福音書も見つけている。それらの発見は一般大衆の想像力をとらえた。2人は記事や写真のイギリスの新聞に送り、発掘の重要性を訴え、その継続のための寄付を募った。
第一次世界大戦中を除き、グレンフェルとハントはオクシリンコスの調査に生涯を捧げた。1896年から1906年の10年間、気候的に過ごしやすい冬ごとにグレンフェルとハントは数百人のエジプト人労働者を監督して現地で発掘作業を行った。出土したパピルスはある程度きれいにした後、2人の研究拠点であるオックスフォードに送られた。そして夏の間はそちらに戻り、パピルスをきれいにし、分類し、翻訳し、比較し、複数の断片を繋ぎ合わせて完全な文章を組み立てた。1898年、彼らは発見したものをまとめた本の第1巻を出版した。2人は互いが書いたものを校正しあうなど密接に連携して作業し、共同で成果を出版していった。しかし1920年にグレンフェルが亡くなり、ハントは他の協力者と共に作業を続行。ハントも1934年に亡くなった。そのころ（1910年から1934年）現地での発掘はイタリア人が引き継ぎ、グレンフェルとハントが発表できなかったぶんも含めてさらに多くのパピルスを世に紹介した。

## 出土品
あらゆる失われた古代の文学作品を発見するという野望は果たされなかったものの、オクシリンコスから多数の重要なギリシア文書が見つかった。例えば、ピンダロスの詩、サッポーやアルカイオスの作品の断片、アルクマン、イビュコスらの詩の断片などがある。
また、エウリピデスの「ヒュプシピュレー」の断片、メナンドロスの喜劇の断片、ソポクレスの Ichneutae の大部分なども見つかっている。また、エウクレイデスの『原論』の現存する最古かつ最も完全な図も見つかっている。Hellenica Oxyrhynchia と命名された重要な歴史書もあるが、作者がわかっていない。エポロスという説もあるが、クラティッポスという説が最近では有力である。逍遥学派のサテュロスによるエウリピデスの伝記も見つかっている。ラテン語での最も重要な発見はリウィウスの失われた107冊の本のうちの7冊についての概要 (epitome) である。
オクシリンコスでの発見がその作家の評価に重要な影響を与えた者として、アテナイの喜劇作家メナンドロス（紀元前342年-291年）がいる。彼の喜劇はヘレニズム期には大変人気があったようで、そのパピルスの断片がいくつも見つかっている。オクシリンコスで見つかったメナンドロスの戯曲の断片としては、Misoumenos、Dis Exapaton、Epitrepontes、Karchedonios、Dyskolos、Kolax がある。これらの発見により、古代ギリシアの演劇の研究者の間でメナンドロスの評価が大きく高まった。
オクシリンコスで見つかったキリスト教関連の文書としては、聖書正典にない初期の福音書の断片 Oxyrhynchus 840（紀元3世紀）と Oxyrhynchus 1224（紀元4世紀）がある。他にも「マタイによる福音書」、「マルコによる福音書」、「ヨハネによる福音書」、「ローマの信徒への手紙」、「ヨハネの手紙一」、「バルクの黙示録」、「ヘブライ人の福音書」、「ヘルマスの牧者」の断片やエイレナイオスの作品が見つかっている。他にも初期の賛美歌やキリスト教徒の書いた手紙などに正典の一部が記載されている。
それぞれのパピルスやその断片の内容を大まかに分類した目次がオンラインで公開されている。

## 現状

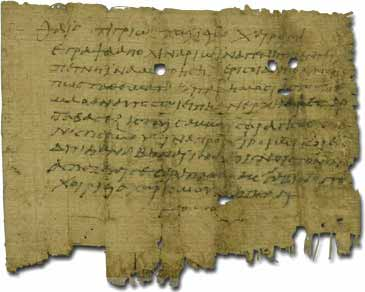
2世紀のギリシア人が書いた個人的な手紙。穴は虫食いの跡である。

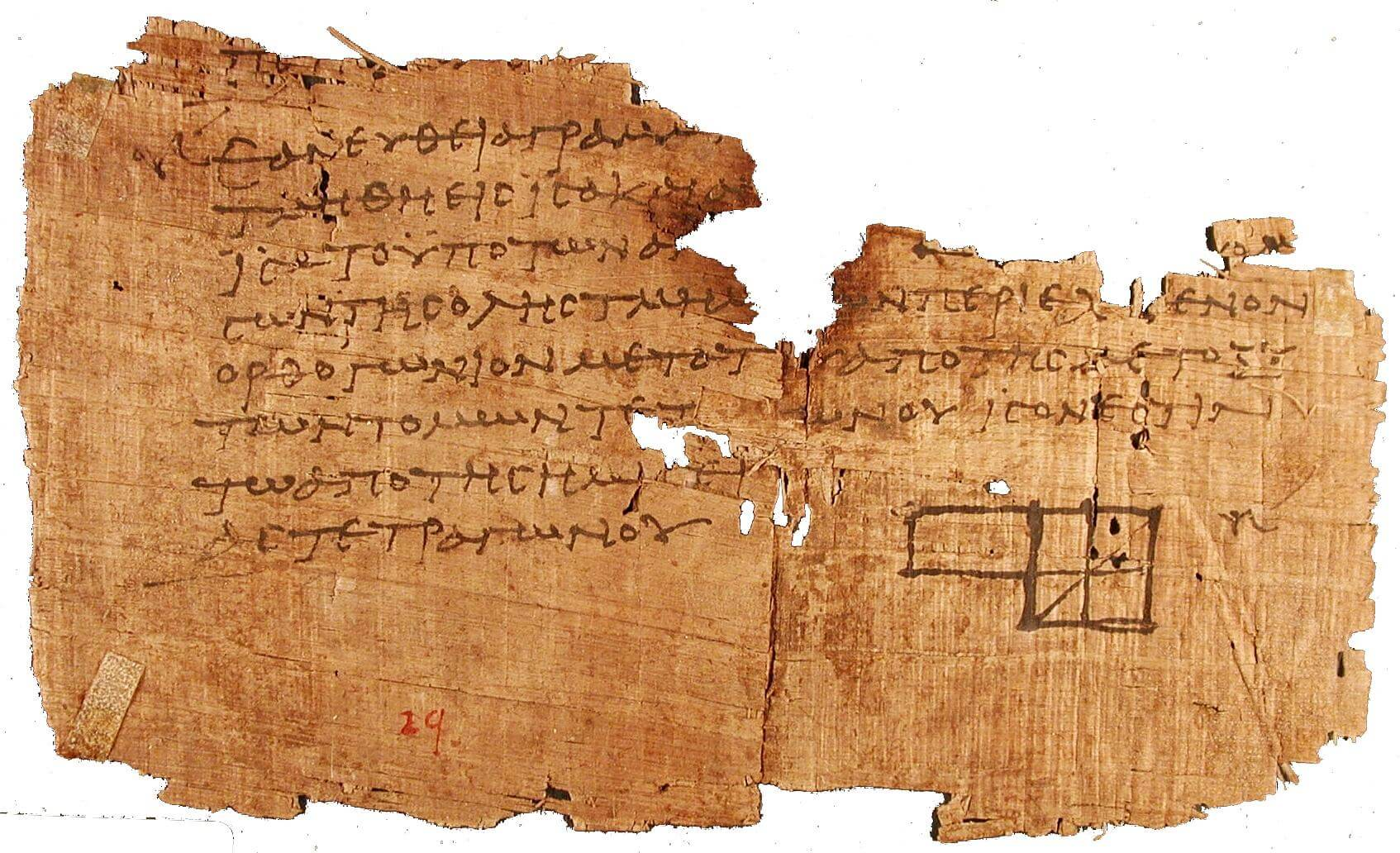
紀元75年-125年ごろのパピルス。エウクレイデスの『原論』の図が描かれた現存する最古のパピルスの1つ。

1930年代以降もオクシリンコスのパピルスについての作業は続行された。過去20年間ほどはオックスフォード大学の教授 Peter Parsons が指揮している。これまでに「オクシリンコス・パピルス」は71巻出版され、紀元前4世紀から紀元7世紀のエジプトを研究する際の基本的文献とされてきた。原始キリスト教の歴史を明らかにする上でも貴重である。少なくともあと40巻刊行予定とされている。
グレンフェルとハントの時代からみると、オクシリンコスで注目されている部分は変わっている。現代の考古学者らの多くはアイスキュロスの失われた戯曲の発見には興味はなく、当時の社会や経済や政治を知ることに主眼を置いている。オクシリンコスから発見された文書の大半はまさにそういった目的に適しており、オクシリンコスの重要性は増している。エジプトやローマ帝国の社会史や経済史の研究、キリスト教の歴史の研究などはオクシリンコスの文献に基づくものが多い。
1966年、オクシリンコスのパピルスの刊行事業は英国学士院の主要研究プロジェクトとなり、それにオックスフォード大学とユニヴァーシティ・カレッジ・ロンドンが共同参加する形となった。学士院は1999年まで資金を提供した。その後 Arts and Humanities Research Board が2005年まで資金を提供した。現在、約10万点のパピルスの断片が目録や写真と共にオックスフォードの Sackler Library にある。そのうち約2000点がガラスケース内に展示されており、残りは800個の箱に保存されている。
プロジェクトの現在の主題は、この大量の資料をいかにして出版するかである。2003年までに4,700点が翻訳され、編集され、出版された。出版は毎年1巻のペースで続いている。各巻には様々な内容のものが含まれている。最近の巻では、福音書や「ヨハネの黙示録」の一部、ロドスのアポローニオス、アリストパネス、デモステネス、エウリピデスの文書の断片、新たに発見されたシモーニデースやメナンドロスの作品の断片などが含まれている。他にも古代ギリシアの音楽に関する文書や魔術と占星術に関する文書が含まれている。
ブリガムヤング大学との共同プロジェクトではマルチスペクトル画像技術を用いており、従来読めなかった文書の復元に成功している。マルチスペクトル画像技術とは、様々なフィルターを使ってパピルスを撮影し、特定の波長の光だけを捉えるものである。これにより、その紙に使われているインクを識別するのに最も適した波長だけを選択することができる。この技法で判読可能となる文書量は莫大と予想されている。
2005年6月21日、Times Literary Supplement はサッポーの新たに復元された詩の原文と翻訳を掲載し、Martin L. West の重要な議論をあわせて掲載した。この詩の一部はオクシリンコス・パピルスの一部として1922年に刊行されていた。全体を復元するのに使われたのはケルン大学で保管されていた別のパピルスである。

### オクシリンコス・パピルス
- The Oxyrhynchus papyri vol. I, edited with translations and notes by Bernard P. Grenfell and Arthur S. Hunt at the Internet Archive
- The Oxyrhynchus papyri vol. II, edited with translations and notes by Bernard P. Grenfell and Arthur S. Hunt at the Internet Archive
- The Oxyrhynchus papyri vol. III, edited with translations and notes by Bernard P. Grenfell and Arthur S. Hunt Cornell University Library Historical Monographs Collection.  Reprinted by Cornell University Library Digital Collections
- The Oxyrhynchus papyri vol. IV, edited with translations and notes by Bernard P. Grenfell and Arthur S. Hunt at the Internet Archive
- The Oxyrhynchus papyri vol. V, edited with translations and notes by Bernard P. Grenfell and Arthur S. Hunt at the Internet Archive
- The Oxyrhynchus papyri vol. VI, edited with translations and notes by Bernard P. Grenfell and Arthur S. Hunt at the Internet Archive
- The Oxyrhynchus papyri vol. VII, edited with translations and notes by  Arthur S. Hunt at the Internet Archive
- The Oxyrhynchus papyri vol. VIII, edited with translations and notes by Arthur S. Hunt at the Internet Archive
- The Oxyrhynchus papyri vol. IX, edited with translations and notes by  Arthur S. Hunt at the Internet Archive
- The Oxyrhynchus papyri vol. X, edited with translations and notes by Bernard P. Grenfell and Arthur S. Hunt Cornell University Library Historical Monographs Collection.  Reprinted by Cornell University Library Digital Collections
- The Oxyrhynchus papyri vol. X, edited with translations and notes by Bernard P. Grenfell and Arthur S. Hunt at the Internet Archive
- The Oxyrhynchus papyri vol. XII, edited with translations and notes by Bernard P. Grenfell and Arthur S. Hunt at the Internet Archive
- The Oxyrhynchus papyri vol. XIII, edited with translations and notes by Bernard P. Grenfell and Arthur S. Hunt at the Internet Archive
- The Oxyrhynchus papyri vol. XIV, edited with translations and notes by Bernard P. Grenfell and Arthur S. Hunt at the Internet Archive

座標: 北緯28度32分09秒 東経30度39分19秒 / 北緯28.535969度 東経30.655336度